# Leipzig-Marathon

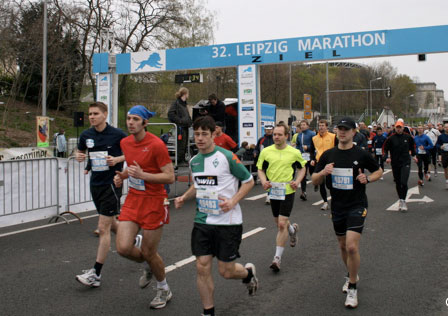
32. Leipzig-Marathon 2008

Der Leipzig-Marathon (offizielle Schreibweise Leipzig Marathon) ist ein Marathonlauf in Leipzig. Er wird seit 1977 ausgetragen und findet seit dem Jahr 2000 im April statt. Veranstalter und Ausrichter sind der Leipzig Marathon e. V. und der Stadtsportbund Leipzig e. V. Zum Programm gehören auch ein Halbmarathon, ein 10-km-Lauf, ein Halbmarathon der Inlineskater, ein Rollstuhl-Halbmarathon und eine Schulstaffel.

## Strecke
Start und Ziel ist seit 2007 auf dem Sportforum, in der Nähe der Arena Leipzig und des Zentralstadions. Die Strecke führt zunächst am Neuen Rathaus vorbei und passiert dann den Augustusplatz mit dem Gewandhaus, dem Opernhaus und dem City-Hochhaus. Danach geht es am Grassimuseum, der Alten Messe Leipzig und dem Völkerschlachtdenkmal vorbei in den Stadtteil Probstheida. Dort biegt die Strecke nach Westen ab, passiert das Bruno-Plache-Stadion und erreicht über die Zwickauer und die Richard-Lehmann-Straße entlang der Media City Leipzig die Südvorstadt. Danach quert die Strecke den Leipziger Auenwald und führt weiter nach Schleußig und über die Weiße Elster nach Kleinzschocher, wo sie sich nach Norden wendet und über Plagwitz und die Jahnallee zum Sportforum zurückkehrt.

## Geschichte

### Vorläuferveranstaltungen
Am 5. September 1897 veranstaltete der Leipziger Club Sportbrüder ein „40‑km‑Distanzlaufen“. Erst ein Jahr zuvor war der Marathonlauf als athletische Disziplin für die Olympischen Sommerspiele 1896 kreiert worden, und so war dieser Lauf der erste Marathon auf deutschem Boden. Die Strecke verlief von Paunsdorf nach Bennewitz und zurück. Von 26 gemeldeten Läufern gingen 18 an den Start und erreichten 13 das Ziel. Sieger wurde Theodor Schöffler vom VfB Leipzig in 3:35:31 Stunden.
Am 3. Juli des Folgejahres fand auf derselben Strecke erneut ein „40‑km‑Distanzlaufen“ statt, ebenfalls von den Sportbrüdern organisiert. Alle 13 Läufer erreichten das Ziel, Erster wurde Arthur Techtow vom B.F.V. Arminia-Urania zu Berlin in 3:19:50 mit fast 15 Minuten Vorsprung. Lange Zeit hielt man diesen Lauf für den ersten in Deutschland ausgerichteten Marathon, und erst 1998, anlässlich des vermeintlichen 100-jährigen Leipziger Marathon-Jubiläums, wurde man auf den im Vorjahr veranstalteten Lauf aufmerksam.
Im Jahr 1925 erlebte die Stadt Leipzig innerhalb von 8 Tagen zwei erste deutsche Marathon-Meisterschaften: Am 6. September 1925 wurde zwischen Halle und Leipzig die erste offizielle deutsche Meisterschaft im Marathonlauf auf einer 42,2 km langen Strecke ausgetragen. Sieger wurde Paul Hempel in 2:48:26 Stunden. Eine Woche zuvor, am 30. August 1925, hatte in Leipzig die erste deutsche Meisterschaft der Turner im Marathonlauf stattgefunden. Auf einem etwas kürzeren Schleifenkurs (die Angaben variieren zwischen 40 und 41,48 km) siegte Johannes Theuerkauf in 2:37:38 Stunden. Der Hintergrund war die 1923 von der Turnerschaft verkündete und 1930 wieder aufgehobene Reinliche Scheidung zwischen Turnern und Sportlern. Vor dem Zweiten Weltkrieg fanden drei weitere Marathonläufe in Leipzig statt: am 17. August 1930 die letzte separate deutsche Meisterschaft der Turner vor der Aufhebung der Reinlichen Scheidung (42,2 km; Sieger: Josef Sehr, 2:46:50 h), am 16. Oktober 1938 ein Gedenklauf zum 125. Jahrestag der Völkerschlacht bei Leipzig (42,195 km; Sieger: Hans Puch, 2:43:42 h), der mit 84 Läufern im Ziel die damals teilnehmerstärkste Veranstaltung war, und eine weitere deutsche Meisterschaft am 30. Juli 1939. Dieser Lauf sollte als Vorbereitung für die Olympischen Sommerspiele 1940 dienen. Bei 30 °C Hitze siegte Ernst Weber in 2:47:19 h.
Zwischen 1951 und 1959 fanden sieben Marathons in Leipzig statt: fünf Marathon-Meisterschaften der DDR, ein Marathonlauf zum II. Deutschen Turn- und Sportfest 1956 sowie ein Marathon im Rahmen der I. Sommerspartakiade der befreundeten Armeen. Weitere DDR-Meisterschaften fanden in Leipzig als eigenständige Veranstaltungen 1971 und 1979, sowie 1985, 1986, 1987 und 1990 integriert im Leipzig-Marathon statt.
| Datum              | Sieger                   | Zeit in h |
| ------------------ | ------------------------ | --------- |
| 15. September 1951 | Horst Werner             | 2:51:45   |
| 19. Juli 1953      | Gerhard Heber            | 2:39:24   |
| 18. September 1955 | Kurt Hartung             | 2:31:25   |
| 4. August 1956     | Karl Gräber              | 2:34:55   |
| 30. Juni 1957      | Bruno Bartholome         | 2:43:04   |
| 27. September 1958 | Dr. Pavel Kontorek (ČSR) | 2:25:33   |
| 15. August 1959    | Bruno Bartholome         | 2:29:35   |
| 26. Juni 1971      | Jürgen Vesper            | 2:24:17   |
| 7. Juli 1979       | Joachim Truppel          | 2:20:02   |

### Der heutige Marathon

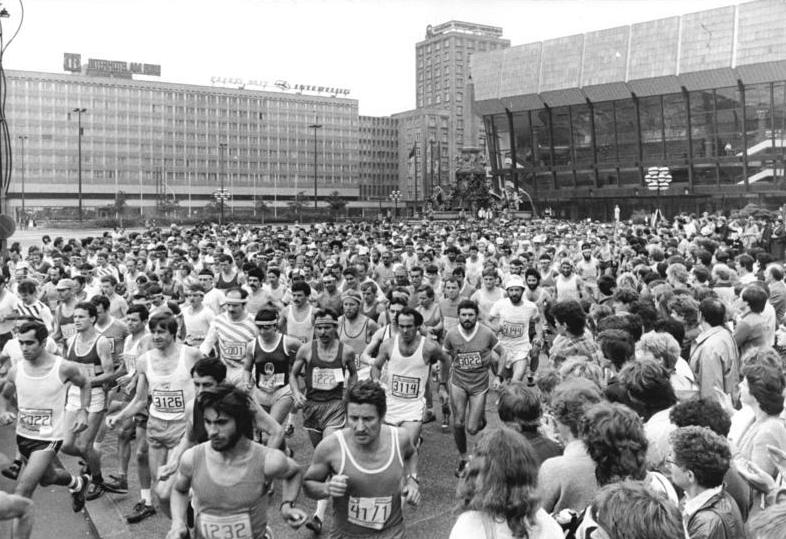
Start zum II. KMU-Marathon am 22. Juni 1985 mit 821 Läufern auf dem damaligen Karl-Marx-Platz (heute Augustusplatz)

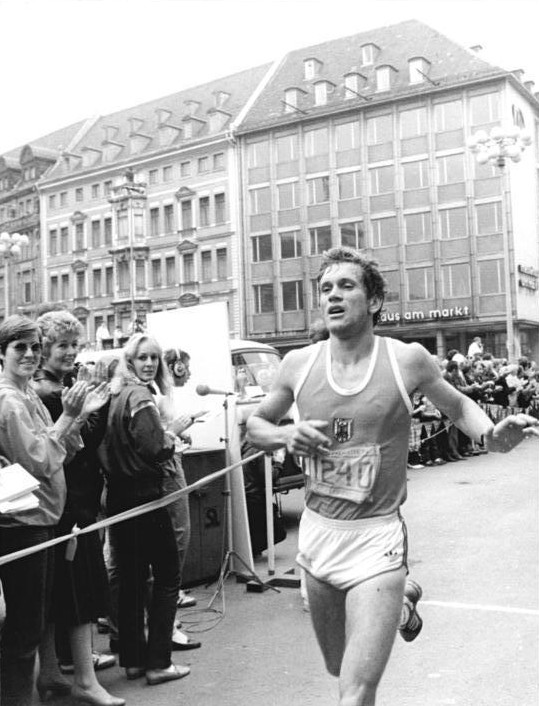
Jörg Peter beim II. KMU-Marathon 1985, bei dem er in der zugleich ausgetragenen DDR-Meisterschaft gewann

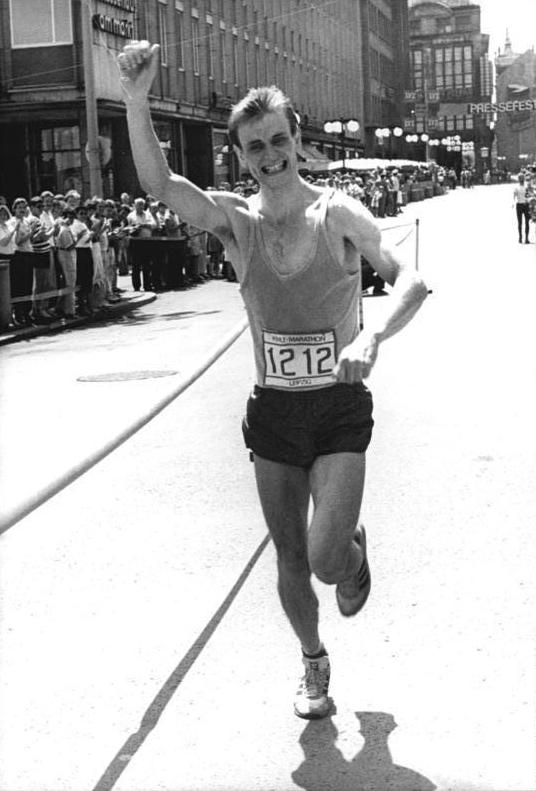
Uwe Koch gewann 1986 die DDR-Marathon-Meisterschaft im Rahmen des KMU-Marathons

In ganz Europa wurden Volksläufe in den 1970er Jahren immer populärer. 1975 fand der Rennsteiglauf zum ersten Mal als Wettkampf statt, mit fast 700 Läufern im Ziel der 82 km langen Hauptstrecke. Auch der Sieg von Waldemar Cierpinski bei den Olympischen Spielen 1976 in Montreal trug dazu bei, den Laufsport in der DDR populär zu machen.
Von der HSG KMU (Hochschulsportgemeinschaft der Karl-Marx-Universität) wurde daher eine Veranstaltung ins Leben gerufen, die auch weniger ambitionierten Hobbyläufern die Gelegenheit geben sollte, die klassische Strecke von 42,195 km zu bewältigen. Aus diesem Grund wurde der Zielschluss, der bei athletischen Wettkämpfen bei drei Stunden lag, auf fünf Stunden ausgedehnt. Bei der Erstaustragung des Universitätsmarathons am 18. Juni 1977 im Clara-Zetkin-Park erreichten 95 Läufer und drei Läuferinnen das Ziel.
Auch in den nächsten beiden Jahren wurden acht Runden im Clara-Zetkin-Park gelaufen. 1980 wurde der Lauf, nun KMU-Marathon genannt, in den Leipziger Auenwald bei Connewitz verlegt. Wie in den nächsten beiden Jahren waren dort sechs Runden zu absolvieren. 1982 nahmen am Marathon erstmals auch Rollstuhlfahrer teil.
Ab 1983 waren Start und Ziel in der Innenstadt, der größte Teil der Strecke wurde allerdings wie bei den Erstaustragungen im Clara-Zetkin-Park zurückgelegt, wo eine von Jahr zu Jahr unterschiedliche Anzahl von Runden zu durchlaufen war. Von 1985 bis 1987 wurde die DDR-Marathon-Meisterschaft in den Lauf integriert.
Beim ersten Lauf nach der Wende wurde die Innenstadt stärker als zuvor in die Strecke eingebunden. Die Veranstalter der HSG KMU hatten sich am 15. Januar 1990 zum Leipzig Marathon e. V. zusammengeschlossen, und mit Manfred Steffny fanden sie einen prominenten westdeutschen Sportler, der bei der Professionalisierung des Laufs half und die Werbetrommel rührte. Die Deutsche Bundesbahn trat als Hauptsponsor auf und schrieb einen Deutschen Marathoncup aus, zu dem auch der München- und der Frankfurt-Marathon gehörten. Auch die letzte DDR-Marathon-Meisterschaft fand im Rahmen des DB-Marathon Leipzigs (wie der Lauf nun hieß) statt. Mit 1598 Marathon-Finishern wurde eine Rekordzahl erreicht. Erstmals gehörte ein 10-km-Lauf zum Rahmenprogramm.
1992 beendete die Bundesbahn aufgrund sinkender Teilnehmerzahlen ihr Engagement. Ohne finanzkräftige Sponsoren war es nicht möglich, die Veranstaltung weiterhin als Stadtlauf durchzuführen, und so wurde der Leipzig Marathon, wie er nun hieß, von 1993 bis 1997 als Vier-Runden-Kurs im Auenwald bei Leutzsch gelaufen. 1993 erfolgte die Zeitmessung erstmals per Transponder. Als Zusatzwettbewerb wurde nun ein Halbmarathon ausgetragen und ab 1994 wieder ein Viertelmarathon bzw. ein 10-km-Lauf.
Anlässlich des Jubiläums 100 Jahre Leichtathletik in Deutschland verlegte man 1998 den Lauf wieder in die Stadt und den Clara-Zetkin-Park. Erstmals traten die Stadtwerke Leipzig als Sponsor auf, und von 2000 bis 2004 trug der Lauf den offiziellen Namen Stadtwerke Leipzig Marathon.
Von 1998 bis 2001 wurde auf einem Vier-Runden-Kurs gelaufen, 2002 auf einem Drei- und 2003 auf einem Zwei-Runden-Kurs. 2002 wurde ein Halbmarathon für Inlineskater mit in das Programm des Leipzig-Marathons aufgenommen. 2004 wurde im Vorfeld der Bewerbung Leipzigs für die Olympischen Sommerspiele 2012 eine große, olympiataugliche Runde durch ganz Leipzig mit Start auf der Jahnallee und Ziel im Innenraum der Arena Leipzig präsentiert. Die Zahl der Marathon-Finisher stieg auf die bislang zweithöchste Zahl von 780, und durch die Verpflichtung von Spitzenläufern wurden eindrucksvolle Streckenrekorde erzielt. 2008 wurde erstmals wieder auf das Zahlen von Antrittsgeldern für Topathleten verzichtet, in diesem Jahr und den Jahren darauf siegten wieder überwiegend Läufer aus der Region.
Nach der gescheiterten Olympiabewerbung hatten die Bauarbeiten für die Fußball-Weltmeisterschaft 2006 Vorrang, so dass man 2005 Start und Ziel des Laufs auf die Alte Messe Leipzig verlegte und abseits der City eine Schleife zwischen Dölitz im Süden und Gohlis im Norden laufen ließ. 2006 befanden sich Start und Ziel am Kohlrabizirkus, und ein Zwei-Runden-Kurs durch die südöstlichen Außenbezirke der Stadt war zu bewältigen.
Seit 2003 beteiligt sich der Stadtsportbund Leipzig e. V. an der Ausrichtung. 2007 kam die OSL Olympia-Sport Leipzig GmbH hinzu. Im selben Jahr gelang es, das Stadtzentrum wieder in den Kurs einzubinden.
Im Jahr 2020 fiel der Leipzig-Marathon aufgrund der COVID-19-Pandemie erstmals in seiner Geschichte aus. Auch im Jahr 2021 wurde er aus demselben Grund nur als rein virtueller Wettbewerb veranstaltet, bei dem die Teilnehmer dezentral die Distanz auf selbst gewählter Strecke absolvierten. Auch der für den 10. April 2022 geplante Leipzig-Marathon musste abgesagt werden.

### Weitere Marathonläufe in Leipzig seit 1977
Seit 1977, dem Jahr des ersten Leipzig Marathons, fanden unabhängig von diesem die folgenden Marathons in Leipzig statt:
- DDR-Meisterschaften 1979 (spätere in Leipzig stattfindende DDR-Meisterschaften waren im Leipzig-Marathon integriert).
- Auenseemarathon: 1980–1990 jährlich im April. Marathon über 4 Runden im Leipziger Auenwald unweit des Auensees.
- 26. Sparkassen-Marathon am 8. September 2001: Marathon mit jährlich wechselndem Veranstaltungsort.
- Mitteldeutscher Marathon: 2002–2004 als Straßen-Marathon von Halle nach Leipzig, 2005 und 2006 umgekehrt. 2007–2015 nur in bzw. nahe Halle. Seit 2016 von Leipzig nach Halle auf Wanderwegen parallel zur Neuen Luppe und Weißen Elster. 2020 und 2021 aufgrund der COVID-19-Pandemie abgesagt.
- Leipziger Wintermarathon: Seit 2010 jährlich im Januar. Team-Marathon über 10 Runden im Clara-Zetkin-Park, die komplette Strecke muss durch die drei Team-Mitglieder gemeinsam zurückgelegt werden. Im Jahr 2021 aufgrund der COVID-19-Pandemie ausgefallen.[8]

## Statistiken

### Streckenrekorde
- Männer: 2:10:16 h, Christopher Cheboiboch (KEN), 2004
- Frauen: 2:29:40 h, Tegla Loroupe (KEN), 2004

### Siegerlisten
Quellen: Marathon-Mekka Leipzig, Website des Veranstalters, arrs.run
Rekordsieger sind die Ukrainerin Tanja Semjonowa und der Deutsche Klaus Goldammer. Semjonowa gewann denn Marathon zwischen 1998 und 2007 sechsmal, davon 2000 bis 2003 in Serie. Auch Goldammer konnte den Marathon zwischen 1981 und 1997 in Summe sechsmal für sich entscheiden. Nic Ihlow gewann zwischen 2019 und 2025 den Marathonlauf 4-mal in Serie.
In den Jahren 2009 und 2010 waren alle Sieger der Laufwettbewerbe Athleten des erfolgreichen Leipziger Sportclubs SC DHfK Leipzig.

#### Marathon
| Nr. | Datum             | Männer                       | Nation                 | Zeit                   | Frauen                 | Nation                 | Zeit                   |
| --- | ----------------- | ---------------------------- | ---------------------- | ---------------------- | ---------------------- | ---------------------- | ---------------------- |
| 47. | 13. Apr. 2025     | Nic Ihlow -4-                | Deutschland            | 2:25:42                | Yvonne van Vlerken -3- | Niederlande            | 2:47:12                |
| 46. | 23. Apr. 2024     | Nic Ihlow -3-                | Deutschland            | 2:28:59                | Antonia Müller         | Deutschland            | 2:54:30                |
| 45. | 21. Apr. 2023     | Nic Ihlow -2-                | Deutschland            | 2:30:03                | Yvonne van Vlerken -2- | Niederlande            | 2:44:27                |
| -   | 10. Apr. 2022     | Marathon 2022 abgesagt       | Marathon 2022 abgesagt | Marathon 2022 abgesagt | Marathon 2022 abgesagt | Marathon 2022 abgesagt | Marathon 2022 abgesagt |
| 44. | 18.–26. Apr. 2021 | rein virtuell                | rein virtuell          | rein virtuell          | rein virtuell          | rein virtuell          | rein virtuell          |
| -   | 26. Apr. 2020     | Marathon 2020 abgesagt       | Marathon 2020 abgesagt | Marathon 2020 abgesagt | Marathon 2020 abgesagt | Marathon 2020 abgesagt | Marathon 2020 abgesagt |
| 43. | 14. Apr. 2019     | Nic Ihlow                    | Deutschland            | 2:24:22                | Yvonne van Vlerken     | Niederlande            | 2:47:53                |
| 42. | 22. Apr. 2018     | Gabriel Svajda               | Slowakei               | 2:35:23                | Juliane Meyer -3-      | Deutschland            | 3:00:37                |
| 41. | 9. Apr. 2017      | Bartosz Olszewski            | Polen                  | 2:27:08                | Juliane Meyer -2-      | Deutschland            | 2:58:00                |
| 40. | 23. Apr. 2016     | Marc Werner                  | Deutschland            | 2:39:29                | Laura Clart            | Deutschland            | 2:53:47                |
| 39. | 19. Apr. 2015     | Tekalegn Tebelu Abebe        | Äthiopien              | 2:21:53                | Juliane Meyer          | Deutschland            | 2:57:35                |
| 38. | 13. Apr. 2014     | Benedikt Heil                | Deutschland            | 2:32:47                | Anja Jakob             | Deutschland            | 2:58:57                |
| 37. | 21. Apr. 2013     | Jakob Stiller -3-            | Deutschland            | 2:29:31                | Sandra Boitz           | Deutschland            | 2:53:40                |
| 36. | 22. Apr. 2012     | Jakob Stiller -2-            | Deutschland            | 2:33:32                | Carina Schipp -4-      | Deutschland            | 2:57:36                |
| 35. | 17. Apr. 2011     | Jakob Stiller                | Deutschland            | 2:27:59                | Frida Södermark        | Schweden               | 2:51:33                |
| 34. | 25. Apr. 2010     | Maksym Salii -2-             | Ukraine                | 2:36:06                | Carina Schipp -3-      | Deutschland            | 2:53:34                |
| 33. | 19. Apr. 2009     | Maksym Salii                 | Ukraine                | 2:31:14                | Carina Schipp -2-      | Deutschland            | 3:01:50                |
| 32. | 20. Apr. 2008     | Jörg Matthé                  | Deutschland            | 2:37:56                | Carina Schipp          | Deutschland            | 3:04:44                |
| 31. | 22. Apr. 2007     | Marcel Matanin -2-           | Slowakei               | 2:26:19                | Tanja Semjonowa -6-    | Ukraine                | 3:16:39                |
| 30. | 23. Apr. 2006     | Marcel Matanin               | Slowakei               | 2:19:31                | Svetlana Ivanova       | Lettland               | 2:49:34                |
| 29. | 17. Apr. 2005     | Julius Kiptum Rop            | Kenia                  | 2:16:21                | Judy Kiplimo           | Kenia                  | 2:46:06                |
| 28. | 25. Apr. 2004     | Christopher Cheboiboch       | Kenia                  | 2:10:16                | Tegla Loroupe          | Kenia                  | 2:29:40                |
| 27. | 13. Apr. 2003     | Mykola Rudyk                 | Ukraine                | 2:17:50                | Tanja Semjonowa -5-    | Ukraine                | 2:58:01                |
| 26. | 28. Apr. 2002     | Carsten Eich                 | Deutschland            | 2:13:47                | Tanja Semjonowa -4-    | Ukraine                | 2:57:02                |
| 25. | 29. Apr. 2001     | Stephan Freigang             | Deutschland            | 2:15:57                | Tanja Semjonowa -3-    | Ukraine                | 2:53:45                |
| 24. | 16. Apr. 2000     | Stanisław Cembrzyński        | Polen                  | 2:36:25                | Tanja Semjonowa -2-    | Ukraine                | 3:05:35                |
| 23. | 12. Juni 1999     | Peter Kapitza                | Deutschland            | 2:28:58                | Kathrin Behrens        | Deutschland            | 3:21:32                |
| 22. | 13. Juni 1998     | Michael Asperger -2-         | Deutschland            | 2:29:21                | Tanja Semjonowa        | Ukraine                | 3:06:27                |
| 21. | 14. Juni 1997     | Klaus Goldammer -6-          | Deutschland            | 2:31:29                | Konstanze Saar -2-     | Deutschland            | 3:25:43                |
| 20. | 31. März 1996     | Klaus Goldammer -5-          | Deutschland            | 2:33:42                | Elfriede Hofer         | Deutschland            | 3:15:42                |
| 19. | 26. März 1995     | Michael Asperger             | Deutschland            | 2:32:18                | Konstanze Saar         | Deutschland            | 3:14:33                |
| 18. | 27. März 1994     | Lars Neubauer                | Deutschland            | 2:25:54                | Beate Kauke -2-        | Deutschland            | 2:57:58                |
| 17. | 18. Apr. 1993     | Matthias Körner Matthias Huy | Deutschland            | 2:37:46                | Helga Heinze           | Deutschland            | 3:43:56                |
| 16. | 13. Juni 1992     | Janusz Sarnicki              | Polen                  | 2:23:55                | Birgit Lennartz        | Deutschland            | 2:47:54                |
| 15. | 22. Juni 1991     | Jerzy Skarżyński             | Polen                  | 2:22:50                | Anuța Cătună           | Rumänien               | 2:45:07                |
| 14. | 16. Juni 1990     | Klaus Goldammer -4-          | DDR                    | 2:25:05                | Andrea Fleischer       | DDR                    | 2:41:59                |
| 13. | 17. Juni 1989     | Jörg Peter -2-               | DDR                    | 2:31:38                | Ina Ferkl              | DDR                    | 3:02:39                |
| 12. | 18. Juni 1988     | Jörg Otto                    | DDR                    | 2:27:24                | Beate Kauke            | DDR                    | 3:01:15                |
| 11. | 20. Juni 1987     | Michael Heilmann             | DDR                    | 2:14:17                | Uta Pippig -2-         | DDR                    | 2:30:50                |
| 10. | 22. Juni 1986     | Uwe Koch                     | DDR                    | 2:17:04                | Uta Pippig             | DDR                    | 2:37:56                |
| 09. | 22. Juni 1985     | Jörg Peter                   | DDR                    | 2:12:32                | Birgit Weinhold        | DDR                    | 2:32:48                |
| 08. | 23. Juni 1984     | Klaus Goldammer -3-          | DDR                    | 2:26:05                | Birgit Schuckmann      | DDR                    | 2:53:45                |
| 07. | 18. Juni 1983     | Andreas Sprenger             | DDR                    | 2:17:23                | Gabi Schmidt           | DDR                    | 2:51:37                |
| 06. | 19. Juni 1982     | Klaus Goldammer -2-          | DDR                    | 2:30:42                | Petra Zocher -2-       | DDR                    | 2:56:19                |
| 05. | 20. Juni 1981     | Klaus Goldammer              | DDR                    | 2:27:00                | Petra Zocher           | DDR                    | 2:58:00                |
| 04. | 14. Juni 1980     | Karli Baumbach               | DDR                    | 2:32:25                | Gudrun Strohbach       | DDR                    | 3:40:56                |
| 03. | 16. Juni 1979     | Detlef Kröplin -2-           | DDR                    | 2:28:42                | Inge Naumann           | DDR                    | 3:18:19                |
| 02. | 10. Juni 1978     | Detlef Kröplin               | DDR                    | 2:31:17                | Irmgard Kretzschmar    | DDR                    | 3:25:58                |
| 01. | 18. Juni 1977     | Roland Winkler               | DDR                    | 2:37:07                | Rosemarie Pfeiffer     | DDR                    | 3:53:55                |

#### Halbmarathon
| Jahr | Männer                   | Nation      | Zeit    | Frauen             | Nation      | Zeit    |
| ---- | ------------------------ | ----------- | ------- | ------------------ | ----------- | ------- |
| 2024 | Jakob Lange              | Deutschland | 1:06:56 | Yvonne van Vlerken | Niederlande | 1:16:58 |
| 2023 | Habtamu Agumas Geleta    | Äthiopien   | 1:08:30 | Fiona Proba        | Deutschland | 1:25:57 |
| 2019 | Vincent Hoyer -2-        |             | 1:10:59 | Sandra Boitz -9-   |             | 1:22:51 |
| 2018 | Vincent Hoyer            |             | 1:08:12 | Sandra Boitz -8-   |             | 1:25:12 |
| 2017 | Marc Schulze             |             | 1:08:12 | Nora Kusterer -4-  |             | 1:21:35 |
| 2016 | Maik Willbrandt          |             | 1:10:39 | Nora Kusterer -3-  |             | 1:19:38 |
| 2015 | Sebastian Nitsche        |             | 1:10:11 | Nora Kusterer -2-  |             | 1:17:41 |
| 2014 | Marcel Knape             |             | 1:11:05 | Nora Kusterer      |             | 1:20:23 |
| 2013 | John-Philipp Bartholomäi |             | 1:11:54 | Yvonne van Vlerken | Niederlande | 1:17:15 |
| 2012 | Lucas Hermann            |             | 1:07:58 | Sandra Boitz -7-   |             | 1:22:38 |
| 2011 | Sven Weyer -3-           |             | 1:07:58 | Kathrin Bogen      |             | 1:21:32 |
| 2010 | Sven Weyer -2-           |             | 1:11:52 | Sandra Boitz -6-   |             | 1:23:02 |
| 2009 | Sven Weyer               |             | 1:13:11 | Sandra Boitz -5-   |             | 1:21:18 |
| 2008 | Oliver Uhlig             |             | 1:11:54 | Sandra Boitz -4-   |             | 1:22:15 |
| 2007 | Maximilian Wagner        |             | 1:13:58 | Sandra Boitz -3-   |             | 1:24:06 |
| 2006 | André Sommer             |             | 1:09:32 | Sandra Boitz -2-   |             | 1:28:46 |
| 2005 | Jürgen Wernitz -2-       |             | 1:14:15 | Sandra Boitz       |             | 1:31:55 |
| 2004 | Jürgen Wernitz           |             | 1:15:07 | Birgit Grunert     |             | 1:26:59 |
| 2003 | Dirk Nürnberger          | Deutschland | 1:06:40 | Nicole Kresse      |             | 1:29:08 |
| 2002 | Konrad Mühmel            |             | 1:12:09 | Annett Amberg      |             | 1:28:38 |
| 2001 | Volker Fritzsch          |             | 1:07:14 | Monika Böttge      |             | 1:32:12 |
| 2000 | Grzegorz Budak           | Polen       | 1:12:39 | Roswitha Riemann   |             | 1:27:55 |
| 1999 | Michael Zabel            |             | 1:09:28 | Elke Saalbach      |             | 1:25:30 |
| 1998 | Stefan Gorzny -2-        |             | 1:09:56 | Dagmar Busch       |             | 1:31:44 |
| 1997 | Dietmar Knies            |             | 1:18:36 | Beate Kauke        |             | 1:27:44 |
| 1996 | Stefan Gorzny            |             | 1:13:51 | Liane Muschler     |             | 1:36:24 |
| 1995 | Jörg Matthé              |             | 1:11:52 | Monika Dreyer -2-  |             | 1:28:37 |
| 1994 | Frank Matthé             |             | 1:14:28 | Monika Dreyer      |             | 1:28:23 |
| 1993 | Michael Asperger         |             | 1:11:53 | Anja Heil          |             | 1:46:14 |

#### 10 km
| Jahr   | Männer                 | Nation      | Zeit  | Frauen                       | Nation      | Zeit  |
| ------ | ---------------------- | ----------- | ----- | ---------------------------- | ----------- | ----- |
| 2024   | Richard Vogelsang      | Deutschland | 30:18 | Bianca Bogen                 | Deutschland | 35:40 |
| 2023   | Rico Bogen             | Deutschland | 31:19 | Nadine Stricker              | Deutschland | 37:06 |
| 2019   | Felix Rüger            |             | 31:00 | Marie Burchard -2-           |             | 35:09 |
| 2018   | Philipp Dressel-Putz   |             | 33:52 | Marie Burchard               |             | 37:24 |
| 2017   | Thomas Kühlmann        |             | 32:21 | Astrid Hartenstein -2-       |             | 36:26 |
| 2016   | Nic Ihlow              |             | 32:25 | Annett Horna                 | Deutschland | 34:44 |
| 2015   | Marcus Schöfisch       |             | 30:49 | Elizabeth Pineda Medina Yoly | Venezuela   | 37:10 |
| 2014   | Jakob Stiller          |             | 30:25 | Astrid Hartenstein           |             | 36:11 |
| 2013   | Fabian Borggrefe       |             | 31:49 | Lisa Schubert                |             | 38:48 |
| 2012   | John Heiland           |             | 32:49 | Melanie Apitzsch             |             | 36:20 |
| 2011   | Sergej Schäfer         |             | 33:28 | Manuela Röder                |             | 39:06 |
| 2010   | Christian Teich        | Deutschland | 32:53 | Kathrin Bogen -2-            |             | 38:01 |
| 2009   | Jakob Stiller          |             | 30:36 | Katharina Purcz              |             | 40:18 |
| 2008   | Maksym Salii           |             | 30:43 | Kristin Dörfer               |             | 38:17 |
| 2007   | Thomas Winkler         |             | 32:21 | Kathrin Bogen                |             | 36:50 |
| 2006   | Michael Schering -3-   |             | 30:26 | Sandra Beck                  |             | 33:42 |
| 2005   | Michael Schering -2-   |             | 30:28 | Nicole Güldemeister          |             | 35:05 |
| 2004   | Michael Schering       |             | 28:03 | Juliane Starke               |             | 37:47 |
| 2003   | Jens Borrmann          | Deutschland | 30:38 | Kerstin Brünig               |             | 38:02 |
| 2002   | Oliver Uhlig           |             | 32:46 | Romy Spitzmüller             |             | 36:23 |
| 2001 V | Detlef Beier -2-       |             | 33:36 | Konstanze Saar               |             | 41:14 |
| 2000 V | Detlef Beier           |             | 32:52 | Ines Lukoschat               |             | 38:09 |
| 1999 V | Klaus Goldammer        | Deutschland | 34:26 | Simone Erdzack               |             | 43:00 |
| 1998 V | Ronald Gasch           |             | 33:31 | Romy Lindner                 | Deutschland | 36:26 |
| 1997   | Stefan Gorzny          |             | 33:32 | Susan Krebs                  |             | 41:05 |
| 1996   | Manfred Czempas        |             | 37:10 | Tanja Semjonowa              |             | 44:57 |
| 1995   | Torsten Scharf -2-     |             | 35:11 | Sylvia Hörhold               |             | 40:27 |
| 1994 V | Torsten Scharf         |             | 35:40 | Margit Walzig                |             | 53:32 |
| 1993   | ---                    | ---         | ---   | ---                          | ---         | ---   |
| 1992   | Werner Schildhauer -2- | Deutschland | 28:58 | Tegla Loroupe                | Kenia       | 32:54 |
| 1991   | Werner Schildhauer     | Deutschland | 29:39 | Irina Sklarenko              | Russland    | 34:05 |
| 1990   | Stephan Freigang       | Deutschland | 29:58 | Constanze Effler             |             | 36:22 |

#### Inlineskating-Wettbewerb (Halbmarathon)
| Jahr         | Männer                 | Nation      | Zeit    | Frauen                | Nation      | Zeit    |
| ------------ | ---------------------- | ----------- | ------- | --------------------- | ----------- | ------- |
| 2024         | Paweł Ciężki           | Polen       | 40:40,7 | Jessica Löschke       | Deutschland | 46:23,0 |
| 2023         | Sören Lindner          | Deutschland | 39:53,8 | Melina Scheffler      | Deutschland | 48:49,7 |
| 2019         | Alexander Bastidas -2- | Venezuela   | 41:25,4 | Susan Colbow          |             | 49:35,5 |
| 2018         | Alexander Bastidas     | Venezuela   | 35:12,6 | Tina Lauer -7-        |             | 38:21,0 |
| 2017         | Pawel Ciezki -2-       |             | 34:30,1 | Stephanie Reuter      |             | 38:50,6 |
| 2016         | Tobias Hecht           |             | 34:50,0 | Josie Hofmann         |             | 37:41,0 |
| 2015         | Patrick Täubrecht -4-  |             | 35:21   | Tina Strüver -6-      |             | 37:58   |
| 2014         | Pawel Ciezki           |             | 36:07   | Tina Strüver -5-      |             | 38:36   |
| 2013         | Pascal Ramali          | Deutschland | 35:50   | Katja Ulbrich         | Deutschland | 39:49   |
| 2012         | Philipp Forstner       |             | 35:49   | Tina Strüver -4-      |             | 41:15   |
| 2011         | Patrick Täubrecht -3-  |             | 36:55   | Lisa Fregin           |             | 41:54   |
| 2010         | Frank Adam             |             | 35:21   | Anne Biehl -2-        |             | 41:34   |
| 2009         | Patrick Täubrecht -2-  |             | 36:04   | Tina Strüver -3-      |             | 39:22   |
| 2008         | Tobias Hecht           |             | 37:44   | Lisa Kaluzni          |             | 42:05   |
| 2007         | Jan Wolf               |             | 38:13   | Tina Strüver -2-      |             | 41:22   |
| 2006         | Sebastian Walther      |             | 37:40   | Anke Biehl            |             | 41:54   |
| 2005         | Patrick Täubrecht      |             | 37:08   | Anne Biehl            |             | 40:33   |
| 2004 (25 km) | Andre Unterdörfel      |             | 44:34   | Michaela Heinz-Gerten |             | 44:36   |
| 2003         | Toni Deubner           |             | 38:10   | Tina Strüver          |             | 38:14   |

### Entwicklung der Finisherzahlen
Anzahl der Läufer, die das Ziel erreichten
- Quelle für Jahre vor: Marathon-Mekka Leipzig 2002
- Hervorhebungen: Rekordwerte

| Datum         | Marathon | Marathon | Marathon | Marathon          | Marathon          | Halb- marathon | 10 km/ Viertel- marathon | Inline- skaten |
| Datum         | Gesamt   | Männer   | Frauen   | Anteil Männer / % | Anteil Frauen / % | Halb- marathon | 10 km/ Viertel- marathon | Inline- skaten |
| ------------- | -------- | -------- | -------- | ----------------- | ----------------- | -------------- | ------------------------ | -------------- |
| 21. Apr. 2024 | 788      | 640      | 148      | 81                | 19                | 3036           | 1324                     | 214            |
| 23. Apr. 2023 | 659      | 544      | 115      | 83                | 17                | 2011           | 1002                     | 272            |
| 14. Apr. 2019 | 668      | 554      | 114      | 83                | 17                | 2301           | 1458                     | 441            |
| 22. Apr. 2018 | 599      | 504      | 95       | 84                | 16                | 2450           | 1602                     | 474            |
| 9. Apr. 2017  | 593      | 497      | 96       | 84                | 16                | 2303           | 1558                     | 583            |
| 24. Apr. 2016 | 802      | 679      | 123      | 85                | 15                | 2468           | 1608                     | 680            |
| 19. Apr. 2015 | 619      | 532      | 87       | 86                | 14                | 2361           | 1595                     | 337            |
| 13. Apr. 2014 | 752      | 650      | 102      | 86                | 14                | 2588           | 1591                     | 392            |
| 21. Apr. 2013 | 648      | 557      | 91       | 86                | 14                | 2279           | 1451                     | 662            |
| 22. Apr. 2012 | 626      | 541      | 85       | 86                | 14                | 2313           | 1502                     | 585            |
| 17. Apr. 2011 | 687      | 576      | 111      | 84                | 16                | 2239           | 1476                     | 318            |
| 25. Apr. 2010 | 505      | 445      | 60       | 88                | 12                | 1971           | 1170                     | 512            |
| 19. Apr. 2009 | 645      | 562      | 83       | 87                | 13                | 2060           | 1066                     | 457            |
| 20. Apr. 2008 | 615      | 540      | 75       | 88                | 12                | 1883           | 871                      | 481            |
| 22. Apr. 2007 | 524      | 461      | 63       | 88                | 12                | 1602           | 729                      | 404            |
| 23. Apr. 2006 | 578      | 503      | 75       | 87                | 13                | 1445           | 604                      | 301            |
| 17. Apr. 2005 | 593      | 538      | 55       | 91                | 9                 | 1502           | 891                      | 392            |
| 25. Apr. 2004 | 780      | 687      | 98       | 88                | 12                | 1448           | 1041                     | 553            |
| 13. Apr. 2003 | 444      | 419      | 50       | 94                | 6                 | 878            | 546                      | 447            |
| 28. Apr. 2002 | 448      | 408      | 40       | 91                | 9                 | 786            | 384                      | 345            |
| 29. Apr. 2001 | 398      | 342      | 56       | 84                | 14                | 532            | 287                      | ---            |
| 16. Apr. 2000 | 197      | 176      | 21       | 89                | 11                | 296            | 210                      | ---            |
| 12. Juni 1999 | 207      | 188      | 19       | 91                | 9                 | 305            | 167                      | ---            |
| 13. Juni 1998 | 288      | 261      | 27       | 91                | 9                 | 257            | 105                      | ---            |
| 14. Juni 1997 | 133      | 123      | 10       | 92                | 8                 | 110            | 49                       | ---            |
| 31. März 1996 | 112      | 99       | 13       | 88                | 12                | 154            | 54                       | ---            |
| 26. März 1995 | 98       | 92       | 6        | 94                | 6                 | 125            | 49                       | ---            |
| 27. März 1994 | 76       | 68       | 8        | 89                | 11                | 88             | 40                       | ---            |
| 18. Apr. 1993 | 43       | 42       | 1        | 98                | 2                 | 41             | ---                      | ---            |
| 13. Juni 1992 | 558      | 508      | 50       | 91                | 9                 | ---            | 338                      | ---            |
| 22. Juni 1991 | 766      | 709      | 57       | 93                | 7                 | ---            | 311                      | ---            |
| 16. Juni 1990 | 1598     | 1508     | 90       | 94                | 3                 | ---            | 556                      | ---            |
| 17. Juni 1989 | 599      | 573      | 26       | 96                | 3                 | ---            | ---                      | ---            |
| 18. Juni 1988 | 463      | 444      | 19       | 96                | 3                 | ---            | ---                      | ---            |
| 20. Juni 1987 | 578      | 556      | 22       | 96                | 3                 | ---            | ---                      | ---            |
| 22. Juni 1986 | 640      | 602      | 38       | 94                | 3                 | ---            | ---                      | ---            |
| 22. Juni 1985 | 632      | 593      | 39       | 94                | 3                 | ---            | ---                      | ---            |
| 23. Juni 1984 | 506      | 486      | 20       | 96                | 3                 | ---            | ---                      | ---            |
| 18. Juni 1983 | 497      | 472      | 25       | 95                | 3                 | ---            | ---                      | ---            |
| 19. Juni 1982 | 335      | 312      | 23       | 93                | 7                 | ---            | ---                      | ---            |
| 20. Juni 1981 | 392      | 368      | 24       | 94                | 6                 | ---            | ---                      | ---            |
| 14. Juni 1980 | 204      | 192      | 12       | 94                | 6                 | ---            | ---                      | ---            |
| 16. Juni 1979 | 179      | 172      | 7        | 96                | 4                 | ---            | ---                      | ---            |
| 10. Juni 1978 | 141      | 139      | 2        | 99                | 1                 | ---            | ---                      | ---            |
| 18. Juni 1977 | 98       | 95       | 3        | 97                | 3                 | ---            | ---                      | ---            |